# Стюарт, Юэн
Эндрю Юэн Стюарт (англ. Andrew Ewan Stewart; род. 8 октября 1957 года в Глазго, Шотландия, Великобритания) — шотландский актёр театра и кино.

## Биография
Юэн Стюарт родился в Глазго. Он сын шотландского фолк-певца Энди Стюарта (1933—1993). Мать — Шейла Стюарт проживает в городе Арброт, Шотландия. Получил образование в Эдинбургской Chifton Hall School и Merchiston Castle School, учился с 1966 по 1974 годы. В 1975 году переехал в Лондон и начал играть в театре, чаще всего в драмах.
Юэн Стюарт впервые появился на телевидении в рекламе шотландских спичек Bluebell, а его дебют в кинематографе состоялся в 1979 году в телефильме «На Западном фронте без перемен» с Ричардом Томасом и Эрнестом Богнайном.
Когда в 1993 году в возрасте 59 лет, после десяти сложных операций на желудке, умер Энди — отец Юэна, он сказал:
Я всегда очень сильно любил своего отца, и до сих пор люблю. Когда ты стареешь, то замечаешь больше деталей о своих родителях с другой точки зрения. Отец любил выступать на сцене, но также любил свою семью.
Стюарт наиболее известен ролью первого офицера Уильяма Мердока в фильме «Титаник» (1997) режиссёра Джеймса Кэмерона. В 2005 Юэн был одним из многих европейских актёров, пробовавшихся на роль Джеймса Бонда.
Женат на английской актрисе Клер Биам-Шоу. У них двое детей — Томас и Элеонора.
Рост Стюарта 1 метр 78 сантиметров.

## Значимые роли в кино

### На Западном фронте без перемен
В телефильме «На Западном фронте без перемен» (1979) режиссёра Делберта Манна, Юэн сыграл молодого немецкого солдата Детеринга. Стюарт появляется в фильме с первых же минут, где и рассказывается, что Детеринг крестьянин, земледелец, который больше всего на свете любит свою жену, клочок собственной земли и лошадей. Именно с лошадьми связан яркий эпизод с Юэном в этом фильме, когда во время очередной бомбежки Детеринг видя раненых лошадей, пытается пристрелить их, чтобы те не мучились. Но после запрета командира, оставляет эту затею и со слезами на глазах говорит, что нечестно брать лошадей на войну, ведь они ни в чём не виноваты. В конце фильма говорится, что Детеринг дезертировал, его поймали и расстреляли. Но главный герой, как и сам автор романа Эрих Ремарк, оправдывает его поступок, так как понимает, что человек вернулся домой для сбора урожая. Это было первое значительное появление Юэна Стюарта на телеэкранах.

### Повар, вор, его жена и её любовник
Ещё одно значительное появление Юэна Стюарта состоялось в 1988 году в фильме режиссёра Питера Гриневея «Повар, вор, его жена и её любовник». Здесь он сыграл Харриса — одного из помощников главного злодея Альберта Спика, но со временем, отрицательный персонаж переходит на хорошую сторону. Первые проявления такой метаморфозы были, когда Спика издевался над ребёнком. В этом эпизоде Харрис присел и закрыл лицо ладонями, символизируя отчаяние и сострадание. После убийства Майкла, любовника главной героини Джорджины, он окончательно становится положительным героем. Будучи на хорошей стороне заступается за повара, после чего один из подхалимов Спика вымазывает пиджак Харриса пирогом, демонстрируя неуместность его «предательства».

### Дуракам везёт
В 1989 году Юэн снялся в коротком эпизоде в популярном Британском сериале «Дуракам везёт». И хотя его появление в кадре длится не дольше пяти минут, Юэн всё же считает эту роль самой значительной в своей карьере. Здесь он сыграл молодого врача Робби Медоуса, который обследует главного героя телесериала, к тому же своего хорошего друга, и называет его знатоком специй, так как тот жалуется на боль в животе. Вот что сам актёр сказал об этом:
Многие люди узнают меня из эпизода в сериале «Дуракам везет» чаще, чем из любой другой роли, это невероятно. Я до сих пор постоянно получаю письма от фанов. Люди даже цитируют слова, которые я говорил, хотя роль у меня была на пару минут. Я даже не могу вспомнить, о чём была сцена, и какие слова я говорил. Я горд быть частью чего-то такого выдающегося и яркого.

### Титаник
Юэна Стюарта, пожалуй, лучше всего знают именно за роль Уильяма Мердока в фильме «Титаник» 1997 года режиссёра Джеймса Камерона. Первое появление актёра в фильме происходит, когда Уильям Мердок стоит на капитанском мостике рядом с капитаном Эдвардом Джоном Смитом. Капитан дает команду «полный вперед». Мердок, дав соответствующее указание трюму, возвращается назад к капитану, и извещает его о скорости в 21 узёл. Следующее появление актёра происходит уже незадолго до столкновения корабля с айсбергом. Увидев влюблённую пару Джека Доусона и Роуз Бьюкейтер, Уильям улыбается и отворачивается, а уже через несколько секунд дозорные с марсовой площадки увидели айсберг. Уильям Мердок принимает попытки увернуться от ледяной горы, но безрезультатно. Сразу после столкновения он закрывает водонепроницаемые двери и отчитывается перед капитаном. В следующий раз Юэн появляется в эпизоде, когда Томас Эндрюс сообщает экипажу о том, что Титаник обречен. Уильям отвечает на вопрос капитана Эдварда Смита о количестве пассажиров на борту судна. Далее несколько раз появляется в сценах затопления корабля, например когда берёт взятку у Каледона или смотрит на Джозефа Исмея, когда тот прокрался на спасательную шлюпку. Перед самым затоплением шлюпочной палубы, Мердок отказывается от взятки. Он пытается сдерживать наступающую толпу и в панике расстреливает двух мужчин. Не выдержав чувства вины, Мердок отдаёт честь гибнущему судну и стреляет себе в голову. Последнее появление Юэна Стюарта происходит в заключительном эпизоде, когда старой Роуз снятся все погибшие в ту роковую ночь. Уильям Мердок стоит рядом с Томасом Эндрюсом.
Многие люди, историки и свидетели катастрофы считают, что Уильям Мердок был несправедливо изображен в фильме как отрицательный персонаж (среди них был и Скотт Мердок — племянник офицера). Хотя Юэн и сочувствовал Скотту, он всё же встал на защиту фильма, сказав:
Я понимаю все возражения, но считаю их несправедливыми. Многие люди говорили, что Мердок был трусом в фильме. Я так не думаю. Я никогда не чувствовал того, что Мердок был показан в плохом свете. Джеймс Камерон постоянно обсуждал со мной, как Мердок спас бесчисленное количество жизней.

### Молодой Адам
В 2003 году выходит фильм режиссёра Дэвида Маккензи под названием Молодой Адам. Юэн Стюарт сыграл Даниэля Гордона, который сначала появляется в фильме только на первых страницах газет, как главный обвиняемый в убийстве своей любовницы. Позже актёр появляется уже в сценах суда, где его персонажа в конечном итоге признают виновным, несмотря на то, что он никого не убивал, и приговаривают к смерти через повешение.

### Последний шанс
В 2004 году Юэн Стюарт снялся в одной из главных ролей в британском комедийном фильме «Последний шанс» (англ. One Last Chance), в котором сыграл немного помешанного отца главного героя. Фильм не имел большой популярности за пределами Великобритании.

## Работы

### В кино и на телевидении
| Год       |    | Русское название                                  | Оригинальное название                     | Роль                    |
| --------- | -- | ------------------------------------------------- | ----------------------------------------- | ----------------------- |
| 1979      | тф | На Западном фронте без перемен                    | All Quiet On The Western Front            | Детеринг                |
| 1979      | ф  | Это лето!                                         | That Summer!                              | Стю                     |
| 1980      | ф  | Дождь на крыше                                    | Rain on the Roof                          | Билли                   |
| 1980      | тф | Камероны                                          | The Camerons                              | Сэм Камерон             |
| 1981      | с  | Профессионалы                                     | The Professionals                         | Рудгер Молнер           |
| 1981      | с  | Барьеры                                           | Barriers                                  | Роб                     |
| 1982      | ф  | Воспоминания                                      | Remembrance                               | Шон                     |
| 1983      | ф  | Последний вариант                                 | The Final Option                          | Кевин                   |
| 1983      | ф  |                                                   | Fluchtpunkt Berlin                        | Джек                    |
| 1983      | тф |                                                   | Good and Bad at Games                     | Коленсо                 |
| 1985      | ф  |                                                   | Not Quite Paradise                        | Ангус Росс              |
| 1986      | с  |                                                   | Paradise Postponed                        | Гэри Китсон             |
| 1986      | с  | Бун                                               | Boon                                      | Винсент Блэк            |
| 1989      | ф  | Повар, вор, его жена и её любовник                | The Cook, the Thief, His Wife & Her Lover | Харрис                  |
| 1989      | с  | Дуракам везёт                                     | Only Fools and Horses                     | Доктор Робби Медоус     |
| 1989      | тф | Адвокаты                                          | The Advocates                             | Адвокат Грег Макдауэлл  |
| 1991      | ф  | Кафка                                             | Kafka                                     | Служащий замка          |
| 1993      | ф  |                                                   | Nervous Energy                            | Питер Рид               |
| 1995      | ф  | Роб Рой                                           | Rob Roy                                   | Колл                    |
| 1996      | ф  | Стела плетёт интриги                              | Stella Does Tricks                        | Макгуайр                |
| 1996      | тф |                                                   | The Mugs Game                             | Кенни Коуэн             |
| 1997      | ф  | Титаник                                           | Titanic                                   | Уильям МакМастер Мэрдок |
| 1998      | тф | Заботиться о Джо Джо                              | Looking After Jo Jo                       | Чарли МакКен            |
| 1998      | тф | Титаник: Абсолютно новая история                  | Titanic: Breaking New Ground              | Уильям МакМастер Мэрдок |
| 1998      | тф |                                                   | Heat of the Sun                           | Джон Макалистер         |
| 1998      | тф |                                                   | Touch and Go                              | Роб Олдридж             |
| 1999      | ф  | Неопровержимые улики                              | The Big Brass Ring                        | Кинзел                  |
| 1999      | с  | Донор                                             | Spender                                   |                         |
| 1999      | с  | Чисто английское убийство                         | The Bill                                  | Стив Рейнс              |
| 2000      | тф | Комнаты смерти: Загадки настоящего Шерлока Холмса | The Dark Beginnings of Sherlock Holmes    | Профессор Каннинг       |
| 2000      | ф  | Сближение                                         | The Closer You Get                        | Пэт                     |
| 2000      | ф  |                                                   | Little Bird                               | Майкл Холл              |
| 2000      | тф | Ребус: Висячий сад                                | Rebus                                     | Джек Мортон             |
| 2001      | ф  | Заговор                                           | Conspiracy                                | Георг Лейббрандт        |
| 2001      | с  | Немой свидетель                                   | Silent Witness                            | Крис Мурхаус            |
| 2001      | тф | Футбол                                            | Football TV                               | Отец                    |
| 2002      | ф  |                                                   | The Last Great Wilderness                 | Магнус                  |
| 2003      | ф  | Молодой Адам                                      | Young Adam                                | Даниэль Гордон          |
| 2003      | тф |                                                   | Real Men                                  | Алистер Джексон         |
| 2003      | тф | Ключ                                              | The Key                                   | Джо                     |
| 2003      | тф | P.O.W.                                            | P.O.W.                                    | Капрал Джон Стивенс     |
| 2003      | тф |                                                   | Witchcraze                                | Епископ Джеймс Кармайкл |
| 2003      | с  |                                                   | Trevor's World of Sport                   | Нед Скотт               |
| 2004      | с  | Последний шанс                                    | One Last Chance                           | Отец Фитца              |
| 2004      | тф | Грязная война                                     | Dirty War                                 | Джон Ив                 |
| 2005      | тф | Злой умысел                                       | Malice Aforethought                       | Инспектор               |
| 2005      | тф | Сомма                                             | The Somme                                 | Роулинсон               |
| 2006      | ф  | Возвращение                                       | Alpha Male                                | Хилари Бенз             |
| 2007      | ф  |                                                   | Straightheads                             |                         |
| 2008      | тф | Война Уолтера                                     | Walter's War                              | Сержант Фуллер          |
| 2008—2009 | с  |                                                   | River City                                | Даниэль МакКи           |
| 2009      | ф  | Валгалла: Сага о викинге                          | Valhalla Rising                           | Эйрик                   |
| 2013      | тф | Мастер побега                                     | The Escape Artis                          | Заместитель адвоката    |
| 2015      | с  | Перехватчик                                       | The Interceptor                           | Каретник                |
| 2015      | ф  | Гектор                                            | Hector                                    | Питер                   |

### В театре
- Месяц в деревне (1981)
- Дон Жуан (7 апреля 1981) — Ла Раме (Слуга Дон Жуана)
- Flying Blind (1981)
- Sergeant Musgraves Dance (1982)
- In the Blue
- As I Lay Dying (1985) — Вардармин
- The Garden of England (14 ноября 1985)
- The Murderers (1985) — Томми
- Сон в летнюю ночь
- The Orphans (1986)
- Lucy’s Play (1986)
- Racing Demon (1990)
- Фиест (Июнь 1994) — Фиест
- Road Royal
- Live Like Pigs
- Sacred Heart (27 марта — 24 апреля 1999) — Пэт
- Our Late Night (20 октября — 6 ноября 1999) — Льюис
- Green Field (апрель — май 2002)
- The Pillowman (Февраль 2005)
- Beautiful Burnout (2009)
- Много шума из ничего (2011) — Дон Педро
- In Time o' Strife (2013)
- Let the Right One In (2013)

### Озвучивание видеоигр
- Heavenly Sword (2007) — Шен